# 11600 Cipolla
11600 Cipolla este un asteroid din centura principală de asteroizi.

## Descriere
11600 Cipolla este un asteroid din centura principală de asteroizi. A fost descoperit pe 26 septembrie 1995 la observatorul astronomic Santa Lucia din Stroncone. Asteroidul prezintă o orbită caracterizată de o semiaxă mare de 2,65 ua, o excentricitate de 0,15 și o înclinație de 10,6° în raport cu ecliptica.